# ラウレアーノ・ルイス
ラウレアーノ・ルイス・ケベド（Laureano Ruiz Quevedo、1937年10月21日 - ）は、スペイン・カンタブリア州ビジャフフレ出身の元サッカー選手、元サッカー指導者。現役時代のポジションはDF。

## 経歴
選手時代はラシン・サンタンデールやジムナスティカ・デ・トレラベガといったクラブでプレーしたが、選手として大成することは出来ずに28歳で引退し、指導者になることを決めた。監督として初めて指揮を執ったクラブは古巣のラシン・サンタンデールであり、1972年からはFCバルセロナのカンテラであるラ・マシアで指導にあたった。
1975-76シーズン、バルセロナのトップチームではヘネス・バイスバイラーが監督としてシーズンを戦っていたが、第28節終了後に成績不振で解任された。そこで後任としてラ・マシアからラウレアーノ・ルイスが選出され、第29節から最終節までを暫定監督として指揮し、2位でシーズン終了を迎えた。その後はバルセロナのBチームやセルタ・デ・ビーゴ、ラシン・サンタンデールを率いてプロの指導者からは身を退いた。
監督業から引退後はカタルーニャ州のスポーツ局でスポーツの発展に寄与し、1987年からは地元カンタブリア州で育成組織の整備に奔走した。